# Valerio Nawatu
Valerio Nawatu (Navua, 24 luglio 1984) è un calciatore figiano, attaccante del Lautoka Football Club e della Nazionale figiana.

## Carriera

### Club
Ha iniziato la carriera nel Navuain cui vi ha militato fino al 2009; poi è andato al Lautoka Football Club con cui ha vinto il campionato.
Dopo è andato in Nuova Zelanda al Wairarapa United.

### Nazionale
Ha giocato due gare in nazionale nel 2007, segnando un gol.